# Гросенгайн
Гросенгайн (нім. Großenhain) — місто в Німеччині, розташоване в землі Саксонія. Входить до складу району Майсен.
Площа — 96,79 км2. Населення становить 18 062 ос. (станом на 31 грудня 2020).

## Уродженці
- Рудольф Заальбах (1911—1945) — офіцер військ СС, гауптштурмфюрер СС.